# Xemeneia mineralitzant

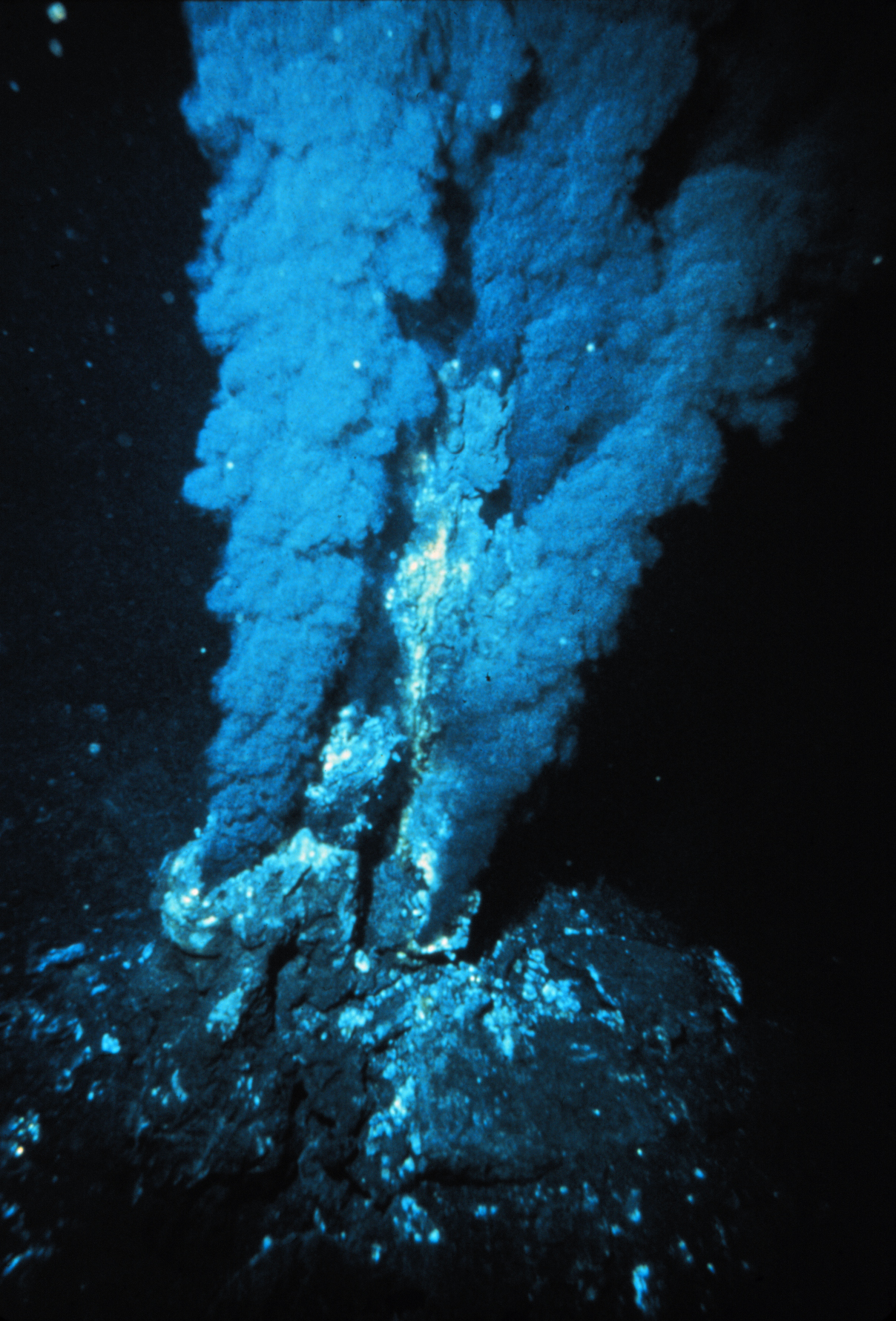
Xemeneia submarina mineralitzant a l'oceà Atlàntic

Una xemeneia mineralitzant (en anglès Black smoker) és un tipus de filó hidrotermal o sigui una font subterrània d'aigua calenta del llit marí. Es formen en camps de centenars de metres d'amplada quan les aigües superescalfades de sota l'escorça terrestre apareixen al llit marí. Aquesta aigua és rica en minerals dissolts de l'escorça especialment rics en compostos de sofre. Quan entren en contacte amb l'aigua freda oeànica molts minerals precipiten formant una estructura en forma de xemeneia negra al voltant de cada filó. Els minerals formen una mena.
Les xemeneies mineralitzants van ser descobertes el 1977 a l'oceà Pacífic observant-les amb un petit submarí anomenat Alvin. Actualment se'n coneixen també a l'Atlàntic a una fondària mitjana de 2.100 metres. La més recent va ser descoberta l'any 2008
L'aigua d'aquestes surgències pot arribar a una temperatura de 400 °C, però normalment no entra en ebullició per la gran pressió. És molt àcida, sovint amb pH de 2,8.

## Ecosistemes

Diagrama biogeoquímic

En aquests ecosistemes no hi ha llum i, per tant, molts dels organismes que hi viuen són extremòfils com el grup archaea que converteixen la calor, el metà i els compostos de sofre en energia mitjançant el procés de la quimiosíntesi. Organismes més complexos, com els cucs de tub gegants, s'alimenten dels anteriors.